# Museo archeologico lametino
Il Museo archeologico lametino è un museo archeologico con sede nella città di Lamezia Terme. È ospitato al primo piano del complesso monumentale di San Domenico nell'antico convento dei padri domenicani. Il museo accoglie numerosi reperti rinvenuti in diversi siti della piana lametina attraverso i quali è possibile seguire le dinamiche storiche del territorio dal paleolitico fino all'età tardo-medioevale, suddivise in tre sezioni: preistorica, età classica, età medioevale.
Dal dicembre 2014 il Ministero per i beni e le attività culturali lo gestisce tramite il Polo museale della Calabria, nel dicembre 2019 divenuto Direzione regionale Musei.

## Collezioni

### Sezione preistorica
Il percorso di visita inizia con la sezione preistorica, dedicata allo studioso locale Dario Leone. In questa sezione sono esposti i più antichi strumenti utilizzati dai primi cacciatori del paleolitico che abitarono la Calabria e vari materiali rappresentanti i segni della presenza di agricoltori neolitici nella piana lametina (Casella di Maida, Acconia, San Pietro Lametino), a partire da 7500 anni fa, tra i quali i materiali (choppers e industria litica) recuperati nella stazione paoletica di Casella di Maida. La serie di strumenti in ossidiana (pietra lavica proveniente dalle Isole Eolie) e vari frammenti di ceramiche con complessi ed eleganti motivi decorativi geometrici impressi appartengono, invece, al neolitico.
Nella sezione preistorica il museo ospita anche una proposta di archeologia sperimentale che ricostruisce strumenti e tecnologie di fabbricazione dei vasi che si realizzavano nel neolitico.

### Sezione classica
La sezione classica, divisa in due sale, è riservata a Terina, la colonia greca fondata tra la fine del VI e gli inizi del V secolo a.C. dai crotoniati.
Nelle vetrine della prima sala sono esposti i tre tesoretti monetali che sintetizzano la storia dei rapporti politici ed economici che hanno interessato la piana lametina. In particolare il primo è un gruzzolo di monete incuse recuperate in località Polveracchio di Acquafredda (frazione di Lamezia Terme), importante perché è il più antico tesoretto ritrovato in Magna Grecia e perché indica che alla fine del VI secolo a.C. la piana era sotto l'influenza di Sibari e che questa aveva rapporti commerciali con comunità indigene, come testimonia la presenza di un panetto d'argento compreso nel gruzzolo (il tesoretto è esposto in replica, l'originale è al Museo archeologico nazionale di Reggio Calabria. Il secondo, ritrovato a Curinga in località Serrone, apre una nuova prospettiva politica per il territorio della piana agli inizi del V secolo a.C. È ora Crotone ad avere l'egemonia sulla piana dove ha fondato la città di Terina, ampiamente rappresentata nelle monete del terzo gruzzolo recuperato a Sant'Eufemia Vetere in località Bosco Amatello.
Due importanti documenti epigrafici in bronzo riferibili alla città di Terina sono inoltre presenti in questa sezione, il primo databile alla metà del V secolo a.C. conferma la filiazione di Terina da parte di Crotone, menzionando una carica magistratuale presente nella città madre, il secondo invece, un testamento, offre uno spaccato della società terinea.
Proviene da una delle necropoli della città di Terina, localizzabile nel territorio di Gizzeria, una hydria a figure rosse con scene di toeletta nuziale, databile tra il 380 e il 370 a.C.
Nella seconda sala sono esposti oggetti provenienti da chora (territorio) della città antica, ma soprattutto i materiali recuperati attraverso raccolte di superficie nel corso di recenti scavi. Si tratta in particolare di oggetti di uso comune attestanti le diverse attività maschili e femminili che si realizzavano all'interno dell'oikos (casa) e di materiali riferibili a scambi e commerci di prodotti. Tra i materiali di età greca, si segnala un chiodo in bronzo con iscrizione magico-simbolica al dio Aion, recuperato nella zona di Capo Suvero di Gizzeria Lido.
La sezione si conclude con alcuni reperti di età romana provenienti da diversi siti del territorio.

### Sezione medievale
La sezione medievale presenta tre importanti monumenti presenti sul territorio di Lamezia Terme: la chiesetta dei Santissimi Quaranta Martiri, l'abbazia benedettina di Santa Maria e il castello normanno-svevo.
Dalla prima, di cui sono attestate due importanti fasi costruttive, provengono una bottiglia di vetro del VI-VII secolo, oggetti ritrovati in una sepoltura altomedievale e alcune monete di età angioina.
Lo scavo dell'abbazia ha consentito di inquadrare cronologicamente e tipologicamente la struttura della chiesa tra quelle realizzate dai normanni nell'Italia meridionale. Provengono dall'abbazia benedettina alcuni elementi architettonici in marmo e pietra, frammenti di intonaco dipinto (risalenti al periodo XIV-XVII secolo) e parti di pavimentazione rinvenuti nell'area presbiteriale della chiesa, dove è stata messa in luce una straordinaria tessitura musiva realizzata in età normanna secondo modelli e simbologie note.
La lunga storia del castello di Lamezia Terme che va dalla fase normanna a quella vice-regnale, infine, può cogliersi attraverso gli oggetti, testimonianza della vita che si realizzava all'interno, e gli elementi architettonici che attestano i momenti di maggiore splendore del monumento.